# 40 km (obwód leningradzki)
40 km (ros. 40 км) – przystanek kolejowy przy osiedlu dacz, w pobliżu miejscowości Fornosowo, w rejonie tośnieńskim, w obwodzie leningradzkim, w Rosji. Położony jest na linii Petersburg - Nowogród Wielki.